# Episodi di Soko 5113 (ventunesima stagione)
La ventunesima stagione della serie televisiva Soko 5113 è stata trasmessa in anteprima in Germania dalla ZDF tra il 10 aprile 2002 e il 29 maggio 2002.
| nº | Titolo originale               | Titolo italiano | Prima TV Germania | Prima TV Italia |
| -- | ------------------------------ | --------------- | ----------------- | --------------- |
| 1  | Handlanger                     |                 | 10 aprile 2002    |                 |
| 2  | Der letzte Flug                |                 | 17 aprile 2002    |                 |
| 3  | La Divina                      |                 | 24 aprile 2002    |                 |
| 4  | Wein, Weib und Mord            |                 | 8 maggio 2002     |                 |
| 5  | Henkersmahlzeit                |                 | 15 maggio 2002    |                 |
| 6  | Der gute Mensch von Harlaching |                 | 22 maggio 2002    |                 |
| 7  | Endstation Floßlände           |                 | 29 maggio 2002    |                 |